# Principio de la medida diferida

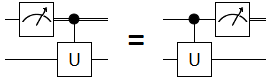
Dos circuitos cuánticos equivalentes. En uno la medición ocurre antes de la aplicación de una operación, y en otro ocurre después de esta.

En información cuántica, el principio de la medida diferida (Deferred Measurement Principle), también conocido como principio de medición en diferido, dice que:
Una medida en una línea de qubit, seguida de operaciones clásicamente controladas en otros qubits, que están controladas por los resultados de la primera medida, es equivalente a las puertas cuánticas controladas correspondientes con una medida al final de la línea.
En otras palabras, es un principio de computación cuántica que afirma que retrasar las mediciones al final de la computación no afecta a la distribución de probabilidades del estado final. La medición conmuta con los operadores, es decir; retrasar las medidas al final de la computación no afecta a la distribución de probabilidades del estado final. Este hecho se aprovecha para reducir las puertas cuánticas complejas a operaciones más simples, o para realizar operaciones utilizando un número menor de qubits. Una reducción en el número de puertas puramente cuánticas puede aliviar las fuertes restricciones que aparecen en la implementación física de los computadores cuánticos.
Los estados cuánticos son extremadamente frágiles y deben protegerse siempre de la decoherencia (dicho de otro modo las puertas cuánticas son más propensas al error que las clásicas). Mientras la función de todo el sistema sea equivalente, se prefieren las operaciones clásicas a las puertas cuánticas controladas clásicamente (y estas a su vez a las controladas cuánticamente). La conversión de operaciones de dominio cuántico en puertas cuánticas clásicamente controladas, o operaciones clásicas directamente, ayuda a proteger la parte más delicada y crítica del sistema, los estados cuánticos.
Un ejemplo de aplicación de este principio puede demostrarse en teleportación. El siguiente esquema muestra el circuito habitual en el que Alice realiza las medidas de los qubits 1 y 2, y luego envía la salida (clásica) de estas medidas a Bob.

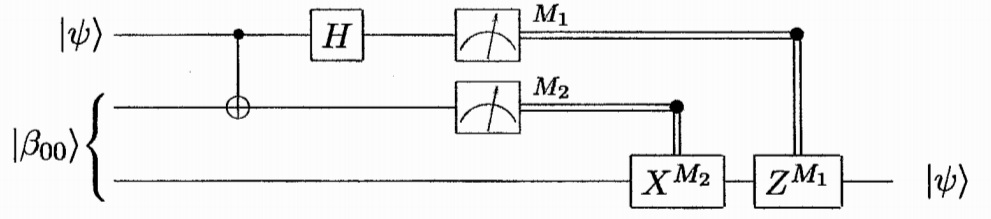
Esquema típico del proceso de teleportación. Se utiliza en particular el primero de los estados de Bell pero podría hacerse con cualquier otro.

Y el siguiente esquema muestra el circuito equivalente en el cual las medidas se realizan al final, en lugar de en medio. En lugar de aplicarse las condiciones unitarias en los resultados de Alice, Bob hace operaciones unitarias controladas en el tercer qubit (el que tiene él). Se puede demostrar la equivalencia de los sistemas escribiendo los estados y las acciones de las medidas.

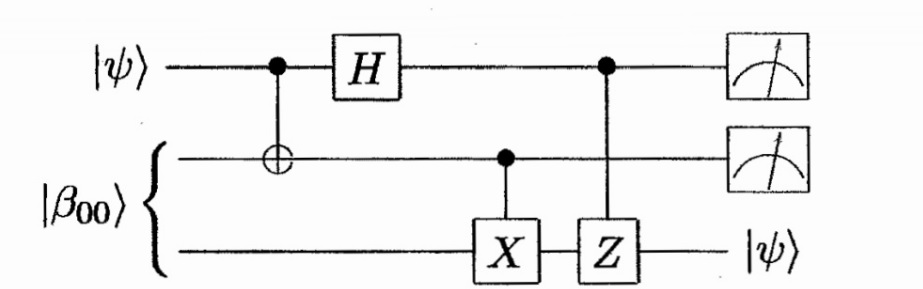
Esquema alternativo del proceso de teleportación, donde se obtienen los mismos resultados que con el esquema típico realizándose las medidas al final del circuito.